# Zona metropolitana de Toluca
La Zona metropolitana de Toluca es un área metropolitana de México ubicada dentro del Estado de México y compuesta por 16 municipios. Es la segunda zona metropolitana más grande del estado en cuanto a tamaño y población. Es parte de la megalópolis de México.
Las ciudades más importantes de la zona metropolitana del Valle de Toluca son: Toluca de Lerdo, Metepec, Zinacantepec, Lerma de Villada y Tenango del Valle.
Es la zona metropolitana más cercana a la del Valle de México, con 66 kilómetros de distancia entre ambas. Cabe resaltar que la creciente económica de la ciudad que abarca desde sus polos Zinacantepec, Tenango del Valle y Lerma. 
La zona metropolitana del Valle de Toluca es la quinta ciudad más grande de México, de acuerdo al Censo de Población y Vivienda 2020 del Instituto Nacional de Estadística y Geografía (INEGI).

## Vialidades más importantes
La ciudad de Toluca tiene muchas vialidades, las más importantes son
- Paseo Tollocan

Inicia en el Monumento a la Marina en paseo Matlazincas en la zona Norte de la ciudad de Toluca y a la altura de ciudad universitaria cambia inicia Paseo Tollocan pte entre el tramo de Hidalgo pte y Juárez sur, y el pte entre Juárez sur y Morelos ote. (antes puerta tolotzin, Ahora torres bicentenario) en este punto empieza el tramo poniente - oriente, hasta el monumento a Emiliano Zapata en San Mateo Atenco, Recorre los municipios de Toluca, Metepec y Lerma, es la vía más larga del Valle de Toluca es parte de la comunicación con la Ciudad de México ya que se convierte en la Carretera Federal 15, (México-Toluca), otro dato es que es el distribuidor industrial Toluca Lerma cuenta con múltiples parques industriales, recorre totalmente la ciudad de oriente a poniente.
- Vía Toluca-Metepec-Tenango

Recorre los municipios de Toluca, Metepec, Mexicaltzingo, Calimaya, San Antonio la Isla, Rayón y Tenango del Valle, aparte de ser una arteria comercial esta vialidad es un boulevard; en Toluca tiene el nombre de Pino Suárez, en Metepec se le conoce como Blvd. Toluca-Metepec, en los demás municipios conserva el nombre de Toluca-Tenango, y en Tenango del Valle se convierte en el Boulevard Narciso Bassols, además es una salida al Estado de Guerrero usando la autopista Tenango del Valle - Ixtapan de la Sal.
- Avenida Solidaridad-Las Torres

Recorre los municipios de Zinacantepec, Toluca, Metepec San Mateo Atenco y Lerma. Es una vía que comunica de Zinacantepec a Lerma con entronques salidas a Zitácuaro o la Ciudad de México.
- Vía Alfredo del Mazo

Empieza en el cruce denominado Tres Caminos y lo componen las vialidades Isidro Fabela Norte y Alfredo del Mazo, este forma una cuarta parte del (Circuito interior)noreste de la ciudad de Toluca en pieza en una zona industrial pasa a la altura de Hospitales y juzgados atraviesa una zona comercial de plazas, y la parte oriente de la zona industrial Toluca y termina en Paseo Tollocan (Torres bicentenario) esta vía tiene conexión a la autopista Toluca-Atlacomulco.
- Calzada del Pacífico

Esta vía recorre los municipios de Toluca y Zinacantepec esta vía es una entrada al Nevado de Toluca y es una carretera a Valle de Bravo o Temascaltepec.
- Autopista Lerma-Tenango

Esta vía evita atravesar a la ciudad de Toluca y toda su zona conurbada, si vienes de la Ciudad de México y te diriges a la zona sur del estado. Esta carretera es de cuota.
- Circuito Exterior Metropolitano

Esta carretera es una vía rápida que comunica el Bulevar Aeropuerto con la Avenida Tecnológico evitando Toluca y Metepec.
Dentro de los municipios se encuentran otras vías importantes.
- Toluca

- Bulevar Isidro Fabela

Es una vialidad que da continuación a la carretera federal 55 que empieza en la colonia aviación-palmillas al norte de municipio y termina en la intercepción de Av José María Pino Suárez y Solidaridad las torres en la colonia Valle Verde. Toluca-Atlacomulco.
- Paseo Presidencial Adolfo López Mateos

Recorre los municipios de Toluca y Zinacantepec en se convierte en la salida a Zitácuaro y en Toluca se transforma en paseo Tollocan, Av. Hidalgo, Av Morelos y Paseo de los Matlazincas.
- Paseo de los Matlatzincas

Forma parte de Paseo Tollocan e inicia en la Glorieta a LA MARINA en la colonia los Ángeles atraviesa el lado oriente sur de la sierra del parque natural Morelos, y termina en la intercepción de Av Hidalgo pte. y López Mateos.
- Bulevar MIguel Aleman (Aeropuerto)

Empieza en Paseo Tollocan y termina en la Av José López Portillo (plaza santin) Recorre los municipios de Lerma y Toluca, en el Bulevar se encuentra el Aeropuerto Internacional de Toluca.
- Vía López Portillo

Empieza la carretera federal 130 Toluca - Naucalpan en la Glorieta al ferrocarrilero (La Maquinita) como Av Filibeto Gómez entre las colonias Guadaludupe y Tlacopa y al cruce con Alfredo del Mazo cambia a vía José López Portillo, Recorre los municipios de Toluca y Xonacatlán, esta vía comunica a los municipios de la zona norte de la ciudad y se convierte en la carretera Toluca-Naucalpan.
- Libramiento Ruta de la Independencia Bicentenario

Es una autopista de cuota que conecta con las carreteras principales de la ciudad de Toluca.
- Avenidas importantes del centro de Toluca:

- - Av. Carranza

- - Av. Hidalgo

- - Av. Morelos

- - Av. Lerdo

- - Av. Juárez

- - Av. Independencia

- - Av. 5 de Mayo

- - Av. Gómez Farias

- - Av. Díaz Mirón

- - Paseo de los Matlazincas

- Metepec:

- - Av. Estado de México.

- - Av. Metepec-Zacango

- - Av. Gobernadores

- - Av. Manuel J. Clouthier.

- - Av. Tecnológico.

- - Av. 16 de Septiembre.

- - Camino a Ocotitlán

- - Av. Ceboruco.

- - Av. Zaragoza

- - Av. Adolfo López Mateos.

- - Av. 16 de Septiembre - Insurgentes.

- - Av. Hermenegildo Galeana

## Educación
En la Región Metropolitana se encuentran varias universidades de prestigio, como la Universidad Autónoma Metropolitana Unidad Lerma (UAM-L), la Universidad Autónoma del Estado de México (UAEMéx), Instituto Tecnológico y de Estudios Superiores de Monterrey (ITESM), el Instituto Tecnológico de Toluca (TecNM Campus Toluca), campus de Universidad Tecnológica de México (UNITEC), Universidad del Valle de México (UVM), Instituto Universitario del Estado de México (IUEM), Universidad Tecnológica del Valle de Toluca (UTVT), entre otras instituciones.

## Municipios que conforman la Zona Metropolitana
De acuerdo con el Sistema Estatal de Información Urbana, Metropolitana y Vivienda del Estado de México, el área metropolitana se integra por los municipios de Almoloya de Juárez, Calimaya, Chapultepec, Lerma, Metepec, Mexicaltzingo, Ocoyoacac, Otzolotepec, Rayón, San Antonio la Isla, San Mateo Atenco, Temoaya, Tenango del Valle, Toluca, Xonacatlán y Zinacantepec:

Municipios que conforman la Zona Metropolitana del Valle de Toluca

| Código INEGI | Municipio           | Población (2020) | Presidente Municipal (2025-2027)  | Partido    |
| ------------ | ------------------- | ---------------- | --------------------------------- | ---------- |
| 005          | Almoloya de Juárez  | 174,587          | Adolfo Jonathan Solís Gómez       |            |
| 018          | Calimaya            | 68,489           | Omar Guillermo Sánchez Velázquez  |            |
| 027          | Chapultepec         | 12,772           | Jazmín Delgado López              |            |
| 051          | Lerma               | 170,327          | Miguel Ángel Ramírez Ponce        |            |
| 054          | Metepec             | 242,307          | Fernando Gustavo Flores Fernández |            |
| 055          | Mexicaltzingo       | 13,807           | Ariadne Saray Benítez Espinoza    |            |
| 062          | Ocoyoacac           | 72,103           | Nancy Valdéz Ruíz                 |            |
| 067          | Otzolotepec         | 88,783           | Sinaí Guadalupe Lugo Vargas       |            |
| 072          | Rayón               | 15,972           | Edna Stephany Talavera Mercado    |            |
| 073          | San Antonio la Isla | 31,962           | Alejandra Castro Nava             |            |
| 076          | San Mateo Atenco    | 97,418           | Ana Aurora Muñiz Neyra            |            |
| 087          | Temoaya             | 105,766          | Berenice Carrillo Macario         |            |
| 090          | Tenango del Valle   | 90,518           | Roberto Bautista Arellano         |            |
| 106          | Toluca              | 910,608          | Ricardo Moreno Bastida            |            |
| 115          | Xonacatlán          | 54,633           | Joaquín Ruíz Esquivel             |            |
| 118          | Zinacantepec        | 203,872          | Manuel Vilchis Viveros            | [ nota 1 ] |
| Total        | Total               | 2,353,924        |                                   |            |

### Gobernantes por partido político
| Partido | Partido                              | Municipios | Comparación (2022-2024) |
| ------- | ------------------------------------ | ---------- | ----------------------- |
|         | Partido Revolucionario Institucional | 06/16      | 3                       |
|         | Partido Verde Ecologista de México   | 04/16      | 3                       |
|         | Movimiento Regeneración Nacional     | 03/16      | Sin cambios             |
|         | Partido Acción Nacional              | 01/16      | 1                       |
|         | Partido del Trabajo                  | 01/16      | Sin cambios             |
|         | Movimiento Ciudadano                 | 01/16      | 1                       |
| Total   | Total                                | 16         | 16                      |